# Gustave Akakpo
 (février 2018).
Gustave Akakpo est un écrivain, dramaturge, comédien, conteur, illustrateur, plasticien et animateur culturel togolais né à Aného en 1974.

## Biographie

### Écrivain et dramaturge
Gustave Akakpo commence sa carrière d'auteur et de dramaturge en 1999, à l'âge de 25 ans, alors même qu'il est « révélé » en recevant le premier prix junior Plumes Togolaises au Festival de Théâtre de la Fraternité (Festhef), organisé à Lomé, au Togo, en collaboration avec Rodrigue Norman, pour la pièce Pour une autre vie. Il a été Boursier Beaumarchais,, DMDTS, CNT, AFAA et Centre National du Livre.
Gustave Akakpo est lauréat 2004 du prix SACD de la Dramaturgie francophone pour sa pièce La Mère trop tôt et lauréat du 6ᵉ Prix d'écriture théâtrale de Guérande 2006 pour À Petites Pierre. Il est également auteur de plusieurs albums pour la jeunesse.
La plupart de ses pièces de théâtre sont disponibles chez l’éditeur Lansman. Ses textes ont été joués au Togo, au Mali, au Burkina Faso, au Bénin, en France, en Belgique, en Italie et au Brésil.

### Auteur engagé
Gustave Akakpo est un auteur qui n'hésite pas à évoquer des sujets polémiques à travers ses pièces et ses œuvres, ce qui permet de le définir comme un auteur engagé. Ainsi, une pièce comme À petites pierre (2007) dévoile « avec talent les injustices cruelles d’une société patriarcale » selon le journal La Terrasse. La Mère trop tôt (2004), qui évoque des sujets aussi sombres que le génocide des Tutsis au Rwanda et les enfants-soldats en Afrique est un exemple de cet engagement, tout comme Le Petit Monde merveilleux (2008), qui d'après l'éditeur Grasset constitue "un appel à une prise de conscience écologique universelle".

### Animateur culturel
En tant qu'animateur culturel, Gustave Akakpo était au moins jusqu'en 2016 vice-président de l'association « Escale d'écritures » association créée pour faire suite aux Chantiers d'écriture organisés au Togo par l'association « Écritures vagabondes ». 
Gustave Akakpo a ainsi participé, sous la direction de Monique Blin (présidente de l'association Écritures vagabondes jusqu'en 2005), à plusieurs « résidences » et « chantiers d'écriture » au Togo, en France, en Belgique, en Tunisie, ou encore en Syrie. Monique Blin explique que l'association « a pour vocation de mettre les auteurs du Sud et du Nord en contact avec les réalités politiques, culturelles et sociales des pays du Sud qui accueillent ses actions » . L'investissement de l'équipe de la Comédie de Saint-Étienne dans les "chantiers d’écriture" au Togo aurait ainsi permis l’émergence d'un « joli projet de création d’une bibliothèque d’auteurs africains en naissance à Montreuil ». Monique Blin déclare que « grâce notamment au relais pris par la Comédie de Saint-Étienne », Gustave Akakpo, au même titre que Rodrigue Norman, « poursuit un chemin exemplaire », notamment en revenant « "sur les lieux du crime" afin d’y faire entendre des textes issus de ce voyage et des nombreuses rencontres qui l’ont émaillé ».
Gustave Akakpo a participé à plusieurs résidences et chantiers d'écriture au Togo, en France (spécialement au Festival International des Francophonies en Limousin et à Tulle) et en Syrie. Il a été invité à séjourner en Belgique par l'association Promotion Théâtre et en France par la Comédie de Saint-Étienne, Cultures France, le Tarmac de La Villette et de la ville de Paris. 
Gustave Akakpo anime des ateliers d'écriture en Afrique, dans les Caraïbes et en France. Durant ces ateliers d'écriture, il s'implique particulièrement dans le milieu carcéral. Il est aussi membre des collectifs À mots découverts, Écrivains Associés de Théâtre, Scènes d'enfance-Assitej France ou encore LAB007.
Il est également un artiste associé au TARMAC, la scène internationale francophone, dont il est le coordonnateur du comité de lecture à Paris et avec lequel il a créé en 2010 à l’occasion du festival « Sautes d’humour » au TARMAC le spectacle « Chiche l’Afrique ».
Il donnait, au moins jusqu'en 2016, des cours de dramaturgie et d'expression orale à l'école française de l'Université de Middlebury (États-Unis).

## Prix et récompenses
Gustave Akakpo a reçu de nombreux prix :
- En 1999, le prix junior Plumes togolaises au Festival de Théâtre de la Fraternité (Festhef), en collaboration avec Rodrigue Norman, pour la pièce Pour une autre vie[4],
- En 2004, le prix SACD de la dramaturgie francophone, pour sa pièce La mère trop tôt[7],
- En 2006, le 6e prix d'écriture théâtrale de Guérande (France), pour sa pièce A Petites Pierres[2],
- En 2008, le prix Sorcières, dans la catégorie « Première lecture », pour son roman pour préadolescents Le petit monde merveilleux[13],
- En 2008 et en 2011, le prix du festival Primeur à Sarrebruck (en Allemagne), en 2008 pour Habbat Alep, et en 2011 pour A petites pierres[14].

## Publications
- La mère trop tôt. Lansman, 2004 (avec Écritures vagabondes)[15],[16]
- Tac-tic à la rue des pingouins in 4 petites comédies pour une Comédie[17]. Lansman, 2004 (avec la Comédie de Saint-Étienne)[18]
- Catharsis[19]. Lansman, 2006[20]
- Habbat Alep[21]. Lansman, 2006 (avec Écritures vagabondes)[22]
- A petites pierres. Lansman, 2007[23],[24]
- Le Petit Monde merveilleux[25], Grasset jeunesse, 2008
- Tulle, le jour d'après[26]. Lansman, 2011[27]
- Chiche l'Afrique[28]. Lansman, 2011 (avec Le Tarmac à Paris)[29]
- Arrêt sur image in Écritures d'Afrique. Culturesfrance, 2007 puis Lansman, 2016
- Retour sur terre in En haut ! Lansman, 2014
- Même les chevaliers tombent dans l'oubli[30]. Actes Sud-Papiers, 2014
- La véridique histoire du petit chaperon rouge[31]. Actes Sud-Papiers, 2015
- MST / A la Bouletterie / Où est passé le temps ? in Arrêt sur image et autres textes[32]. Lansman, 2016[33]
- Transit in Enfouir ses rêves dans un sac[34]. Lansman, 2016 (avec le Théâtre du Peuple à Bussang)
- Si tu sors, je sors[35] ! (avec Marc Agbédjidji). Lansman, 2016[36]
- Je reviendrai de nuit te parler dans les herbes[37] (avec Marc-Antoine Cyr). Lansman, 2016[38]
- Bolando, roi des Gitans[39]. Lansman, 2018[40]
- Prométhée augmentée[41]. Lansman, 2019
- Il me sera difficile de venir te voir[42] (avec Éric Pessan ; Nimrod ; Arno Bertina ; Driss Jaydane ; François Bon ; Eugène Ébodé ; Brigitte Giraud ; Kangni Alem ; Marie Cosnay ; Raharimanana ; Samira Negrouche ; Nicole Caligaris ; Mourad Djebel ; Nathalie Quintane ; Pierre Le Pillouër ; Sayouba Traoré ; Patrick Chatelier ; Aristide Tarnagda ; Sonia Chiambretto ; Jean-Baptiste Adjibi ; Pierre Ménard ; Christophe Fourvel ; Abdelkader Djemaï ; Mohamed Hmoudane ; Claude Mouchard).
- Ecritures d'Afrique : Dramaturgies contemporaines[43]
- Le Cultivateur et le petit chimpanzé[44]
- Bob ; Des ombres et des lueurs ; Mon ami Pierrot[45]
- La diversité est-elle une variable d'ajustement pour un nouveau langage théâtral non genré, multiple et unitaire ? avec Métie Navajo et Amine Adjina